# Średnia potęgowa
Średnią potęgową rzędu k (lub średnią uogólnioną) {\displaystyle n} liczb {\displaystyle a_{1},a_{2},\dots ,a_{n}\in \mathbb {R} _{\geqslant 0}} nazywamy liczbę:
{\displaystyle \mu _{k}:={\sqrt[{k}]{\frac {a_{1}^{k}+a_{2}^{k}+\ldots +a_{n}^{k}}{n}}}.}
Istnieje również wariant nazywany ważoną średnią potęgową.
Powyższą definicję uzupełniamy dla {\displaystyle k=-\infty ,} {\displaystyle k=0} oraz {\displaystyle k=+\infty } w sposób następujący:
- {\displaystyle \mu _{-\infty }:=\min(a_{1},a_{2},\dots ,a_{n}),}
- {\displaystyle \mu _{0}:={\sqrt[{n}]{a_{1}\cdot a_{2}\cdot \ldots \cdot a_{n}}},}
- {\displaystyle \mu _{+\infty }:=\max(a_{1},a_{2},\dots ,a_{n}).}

Dla przykładu, średnią potęgową rzędu 3 liczb 1, 2, 3, 4, 5 jest:
{\displaystyle \mu _{3}={\sqrt[{3}]{\frac {1^{3}+2^{3}+3^{3}+4^{3}+5^{3}}{5}}}={\sqrt[{3}]{\frac {225}{5}}}={\sqrt[{3}]{45}}\approx 3{,}56.}
Co warte podkreślenia, dla dowolnych dodatnich {\displaystyle a_{1},a_{2},\dots ,a_{n}} tak zdefiniowana funkcja {\displaystyle \mu _{k}} zmiennej {\displaystyle k} jest ciągła i niemalejąca na zbiorze {\displaystyle \mathbb {R} \cup \{-\infty ,+\infty \},} jeśli zaś dla jakichkolwiek {\displaystyle i} i {\displaystyle j,} zachodzi {\displaystyle a_{i}\neq a_{j},} jest ona nawet rosnąca (wynika to wprost z nierówności między średnimi potęgowymi).
Średnie potęgowe niektórych rzędów mają własne nazwy:
| Rząd | Nazwa                |
| ---- | -------------------- |
| –1   | średnia harmoniczna  |
| 0    | średnia geometryczna |
| 1    | średnia arytmetyczna |
| 2    | średnia kwadratowa   |